# Epic Records Japan
Epic Records Japan Inc. (株式会社エピックレコードジャパン Kabushiki Gaisha Epikku Rekoodo Japan?) anteriormente conocido como Epic/Sony Records, es un sello discográfico japonés propiedad de Sony Music Entertainment Japan, cuyo fundador fue Shigeo Maruyama.
Entre 1978 y 1988, la etiqueta funcionó como una subsidiaria de propiedad absoluta: Epic/Sony Inc. (株式会社EPIC・ソニー) se estableció en agosto de 1978 y se retiró al Grupo CBS/Sony en marzo de 1988.
Entre los artistas musicales notables de esta compañía se incluyen Motoharu Sano, Tetsuya Komuro, y Kimiko Itoh.
En 2001, se restableció como Epic Records Japan Inc. (株式会社エピックレコードジャパン, Kabushiki Gaisha Epikku Rekoodo Japan).

## Juegos publicados
A fines de la década de 1980 y principios de la década de 1990, también publicaron videojuegos para la consola Nintendo.
- 27 de junio de 1987 - Tokoro-san no Mamoru mo Semeru mo para Famicom - desarrollado por HAL Laboratorio
- 30 de septiembre de 1988 - Vegas Dream para Famicom
- 17 de febrero de 1989 - 飛ing ヒーロー Flying Hero para Famicom - desarrollado por Aicom[3]
- 27 de octubre de 1989 - Tashiro Masashi no Princess ga Ippai para Famicom[4]
- 27 de abril de 1990 - サッカー・ボーイ Soccer Boy = Soccer Mania para Game Boy
- 20 de julio de 1990 - Solstice para Famicom - desarrollado por Software Creations (UK)
- 1 de marzo de 1991 - RoboCop para Game Boy
- 9 de agosto de 1991 - Hakunetsu Pro Yakyuu Ganba League = Extra Innings para Famicom - desarrollado por Sting Entertainment[5]
- 13 de septiembre de 1991 - Jerry Ball = Smart Ball para Super Famicom
- 20 de septiembre de 1991- Dragon's Lair para Famicom - desarrollado por Motivetime
- 25 de octubre de 1991 - Dragon's Lair para Game Boy - desarrollado por Motivetime
- 29 de noviembre de 1991 - Altered Space para Game Boy[6]
- 27 de diciembre de 1991 - Hudson Hawk para Famicom
- 13 de marzo de 1992 - Hudson Hawk para Game Boy
- 19 de marzo de 1992 - Robocop2 para Game Boy
- 27 de marzo de 1992 - Hook para Famicom - desarrollado por Ocean Software
- 3 de abril de 1992 - Hook para Game Boy - desarrollado por Ocean Software
- 17 de julio de 1992 - Hook para Super Famicom - desarrollado por Ukiyotei
- 11 de diciembre de 1992 - Ganba League '93  para Famicom - desarrollado por Sting Entertainment
- 29 de octubre de 1993 - ユートピア = Utopia: The Creation of a Nation  para Super Famicom[7]
- 1993-11-12 - Solstice II = Equinox para Super Famicom - desarrollado por Software Creations[8]
- 1993-12-10 -  Ganba League '94
- 1994-02-18 -  Karura Ou = Skyblazer para Super Famicom - desarrollado por Ukiyotei[9]

## Sellos discográficos

### Activo
- Epic Records Japan

### Inactivos
- Antinos
- Dohb Discos
- So What? Records
- Kowalski
- mf Records (empresa conjunta con Motoharu Sano)
- Mint Age

## Artistas actuales
- 2PM
- 7!!
- Abingdon Boys School
- Akeboshi
- Angela Aki
- Anne Watanabe
- Aqua Timez
- Aura
- Brian the Sun
- Cinemusica
- Daisuke
- Deen
- Dustz
- Chitose Hajime
- Got7
- Halcali
- Haneyuri
- Hikaru Utada
- Ikimonogakari
- Kousuke Atari
- LGMonkees (No Doubt Tracks/Epic)
- Masayuki Suzuki
- Misato Watanabe
- Motoharu Sano (Epic/mf)
- Nao Matsushita
- Nangi
- Naoto
- Niziu
- No Sleeves
- Nodame Orchesta
- Nothing's Carved in Stone
- Pengin
- Sawa
- Shigi
- Solita
- Stance Punks (Epic/Kowalski/Dynamord)
- Sugaru, Matsutani (Epic/Informel)
- Takachiya
- The Condors
- the peggies
- Yutaka Toma
- Theatre Brook
- Takanori Nishikawa
- Uranino
- Vivid
- Yacht.
- Yuki Isoya
- Yukie Nakama
- Yui Makino
- Yūya Matsushita